# Gilles Simeoni
Gilles Simeoni (Bastia, 20 d'abril de 1967) és un advocat i polític cors, membre del partit Junts per Còrsega. Va ser alcalde de Bastia del 5 d'abril de 2014 fins al 7 de gener de 2016, i president del Consell executiu de Còrsega des del 17 de desembre de 2015. També va ser l'advocat d'Yvan Colonna, condemnat per l'assassinat del prefecte Claude Érignac.